# Carla Cotto
Carla Cotto (10 de marzo de 1983) es una deportista puertorriqueña que compitió en taekwondo. Ganó tres medallas en el Campeonato Panamericano de Taekwondo entre los años 2004 y 2008.

## Palmarés internacional
| Campeonato Panamericano | Campeonato Panamericano         | Campeonato Panamericano | Campeonato Panamericano |
| Año                     | Lugar                           | Medalla                 | Categoría               |
| ----------------------- | ------------------------------- | ----------------------- | ----------------------- |
| 2004                    | Santo Domingo (Rep. Dominicana) | Medalla de oro          | –63 kg                  |
| 2006                    | Buenos Aires (Argentina)        | Medalla de bronce       | –63 kg                  |
| 2008                    | Caguas (Puerto Rico)            | Medalla de plata        | –63 kg                  |